# Monomorium rabirium
Monomorium rabirium är en myrart som beskrevs av Bolton 1987. Monomorium rabirium ingår i släktet Monomorium och familjen myror. Inga underarter finns listade i Catalogue of Life.